# 幸手市消防本部
幸手市消防本部（さってししょうぼうほんぶ）は、埼玉県幸手市に存在した消防部局（消防本部）。管轄区域は幸手市全域。2013年4月、消防広域化により埼玉東部消防組合が発足したのに伴い解散した。

## 概要
- 消防本部：埼玉県幸手市東4-5-10
- 管内面積：33.95km2
- 職員定数：120人
- 消防署1カ所、分署1カ所
- 主力機械（2006年4月1日現在）
  - 普通消防ポンプ自動車：1
  - 水槽付消防ポンプ自動車：1
  - 化学消防自動車：1
  - 救急自動車：3
  - 救助工作車：1
  - 指令車：1
  - 広報車：1
  - 査察車：1
  - 資機材搬送車：1
  - 連絡車：3
  - その他：3

## 沿革
- 1971年4月　幸手町消防本部を開設。
- 1974年4月　幸手町消防署を開設。
- 1975年4月　救急業務を開始。
- 1976年12月　化学消防車を消防署に配備。
- 1984年4月　東分署を開設。消防・救急業務を開始。
- 1986年10月　市制施行。幸手市消防本部・幸手市消防署に改称。
- 1989年2月　救助工作車を消防署に配備。
- 1993年4月　西分署を開設。消防・救急業務を開始。
- 1995年4月　高規格救急車を消防署に配備。
- 2006年4月　消防本部Webサイトを開設。
- 2008年4月　東分署を消防署に統合し廃止。
- 2013年4月　幸手市消防本部・加須市消防本部・白岡市消防本部・杉戸町消防本部・久喜地区消防組合が統合され埼玉東部消防組合が発足したのに伴い解散。

## 組織
- 本部－消防課-消防担当、庶務担当、予防担当、保安担当
- 消防署－本署、司令室、第一中隊、第二中隊
  - 西分署-第一中隊、第二中隊

## 消防署

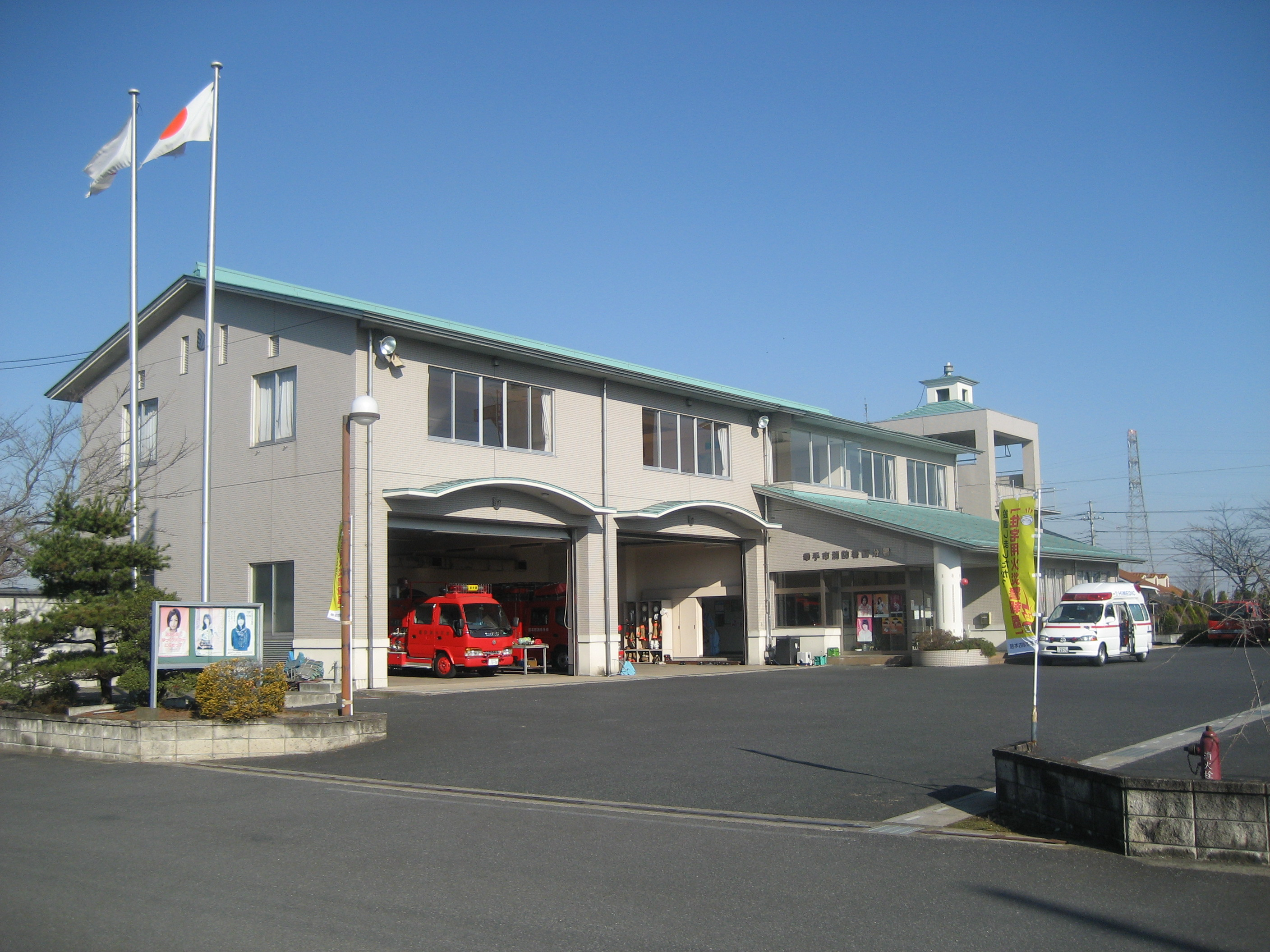
西分署

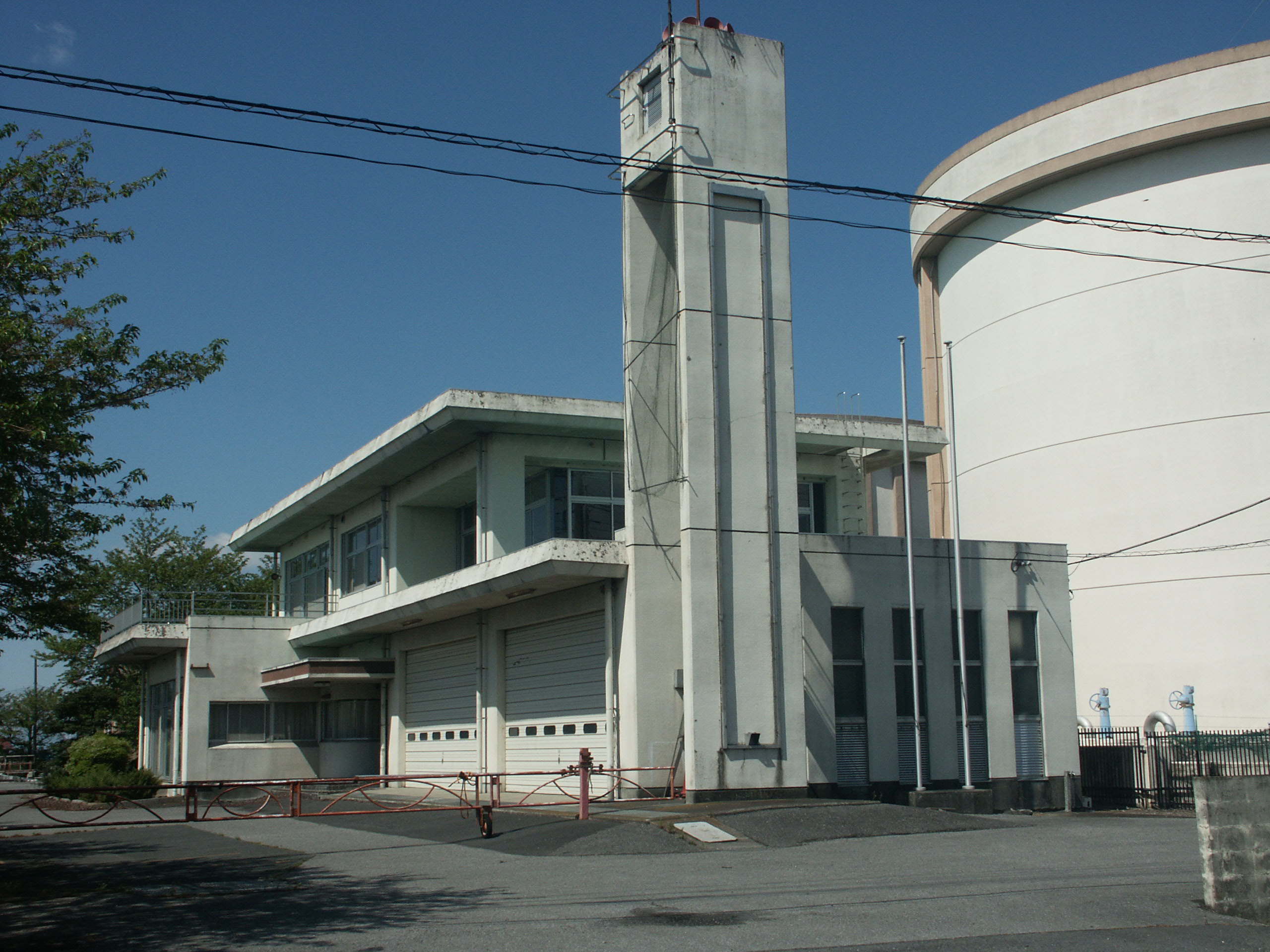
旧東分署

| 消防署       | 住所     | 分署             |
| ------------ | -------- | ---------------- |
| 幸手市消防署 | 東4-5-10 | 西：大字下川崎10 |